# Hanksite
L’hanksite est un minéral de la famille des sulfates, distingué comme l'un des rares qui contiennent à la fois des groupes d'ion carbonate et sulfate. Sa formule chimique est Na22K(SO4)9(CO3)2Cl.
Il a été décrit pour la première fois en 1888 lors d'une occurrence au lac Searles (en), en Californie, et baptisé du nom du géologue américain Henry Garber Hanks (en). L'hanksite se trouve normalement sous forme cristalline sous forme de dépôts d'évaporites. Ses cristaux sont volumineux mais pas complexes en structure. On le trouve souvent dans les lacs Searles, Soda, Mono et dans la Vallée de la Mort. Il est associé à l'halite, au borax, au trona et à l'aphthalose dans la région du lac Searles. Il est également associé à l'extraction de borax dans la région du lac Soda (en Californie).